# Euphorbia mcvaughiana
Euphorbia mcvaughiana är en törelväxtart som beskrevs av Marshall Conring Johnston. Euphorbia mcvaughiana ingår i släktet törlar, och familjen törelväxter. Inga underarter finns listade i Catalogue of Life.